# Global Libraries
 (mars 2022).
La mise en forme du texte ne suit pas les recommandations de Wikipédia : il faut le « wikifier ».
Les points d'amélioration suivants sont les cas les plus fréquents. Le détail des points à revoir est peut-être précisé sur la page de discussion.
- Les titres sont pré-formatés par le logiciel. Ils ne sont ni en capitales, ni en gras.
- Le texte ne doit pas être écrit en capitales (les noms de famille non plus), ni en gras, ni en italique, ni en « petit »…
- Le gras n'est utilisé que pour surligner le titre de l'article dans l'introduction, une seule fois.
- L'italique est rarement utilisé : mots en langue étrangère, titres d'œuvres, noms de bateaux, etc.
- Les citations ne sont pas en italique mais en corps de texte normal. Elles sont entourées par des guillemets français : « et ».
- Les listes à puces sont à éviter, des paragraphes rédigés étant largement préférés. Les tableaux sont à réserver à la présentation de données structurées (résultats, etc.).
- Les appels de note de bas de page (petits chiffres en exposant, introduits par l'outil «  Source ») sont à placer entre la fin de phrase et le point final[comme ça].
- Les liens internes (vers d'autres articles de Wikipédia) sont à choisir avec parcimonie. Créez des liens vers des articles approfondissant le sujet. Les termes génériques sans rapport avec le sujet sont à éviter, ainsi que les répétitions de liens vers un même terme.
- Les liens externes sont à placer uniquement dans une section « Liens externes », à la fin de l'article. Ces liens sont à choisir avec parcimonie suivant les règles définies. Si un lien sert de source à l'article, son insertion dans le texte est à faire par les notes de bas de page.
- La présentation des références doit suivre les conventions bibliographiques. Il est recommandé d'utiliser les modèles {{Ouvrage}}, {{Chapitre}}, {{Article}}, {{Lien web}} et/ou {{Bibliographie}}. Le mode d'édition visuel peut mettre en forme automatiquement les références.
- Insérer une infobox (cadre d'informations à droite) n'est pas obligatoire pour parachever la mise en page.

Pour une aide détaillée, merci de consulter Aide:Wikification.
Si vous pensez que ces points ont été résolus, vous pouvez retirer ce bandeau et améliorer la mise en forme d'un autre article.
 (mars 2022).
 (mars 2022).
Global Libraries Foundation - Bulgaria est une fondation qui vise à développer les bibliothèques et à soutenir le travail des bibliothèques en Bulgarie.

## Histoire
Global Libraries Bulgaria a été créé en 2013. Le conseil d'administration comprend le ministère de la culture, le ministère des transports, des technologies de l'information et des communications, le Fonds national de dotation "13 siècles Bulgarie", l'Association nationale des municipalités de la République de Bulgarie, l'Association bulgare des bibliothèques et de l'information et l'Union des bibliothèques nationaux.
Elle est bénéficiaire du programme "Bibliothèques bulgares - un lieu d'accès à l'information et à la communication pour tous", mis en œuvre en Bulgarie au cours de la période 2009-2013 avec le financement de la Fondation Bill-et-Melinda-Gates - États-Unis.

« L'objectif stratégique du projet est de garantir un accès facile et équitable à l'information, à la connaissance, à la communication et aux services électroniques dans les bibliothèques publiques grâce à la libre utilisation de l'internet et d'autres technologies de l'information, afin de permettre aux citoyens bulgares de s'intégrer dans la société mondiale de l'information, d'améliorer la qualité de leur vie et d'accélérer le développement de la société civile. »